# Regeringen Bratlie

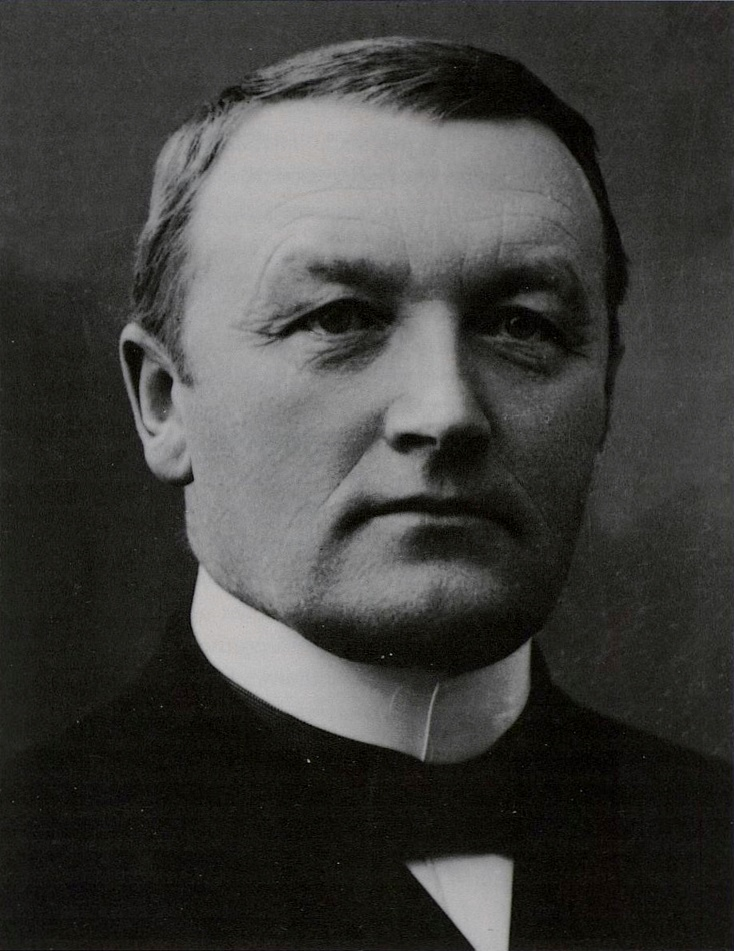
Jens Bratlie

Regeringen Bratlie var en norsk regering. Den tillträdde den 20 februari 1912. Det var en koalitionsregering med Frisinnede Venstre och Høyre. Statsminister var Jens Bratlie från Høyre. Den lämnade in sin avskedsansökan den 30 januari 1913 och avgick den 31 januari samma år.